# Стефаніт

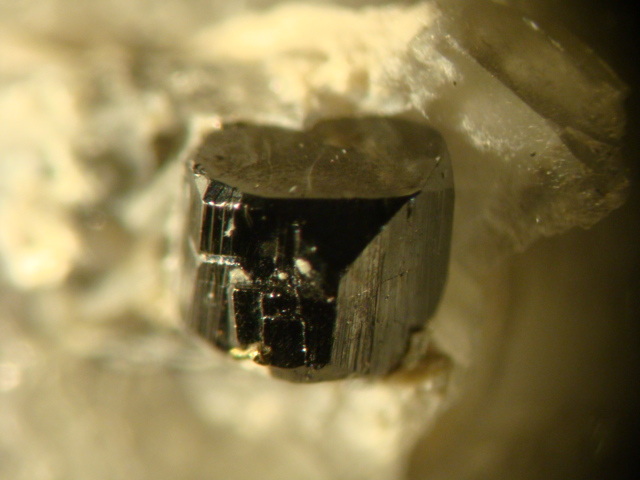
Стефаніт

Стефаніт (англ. stephanite; нім. Stephanit m) — мінерал, сульфід срібла та стибію. Синоніми: блиск стибіє-срібний, блиск срібний чорний, ґольдшмідтин, меланоконіт, мелаконіт, меланарґірит, псатуроза.

## Історія та етимологія
За ім'ям австр. ерцгерцога Стефана (W.K.Haidinger, 1845).
Стефаніт був відомий гірникам у середні віки як багата сріблом руда, але під термінами крихка скляна руда та "Röschgewächs" (середньоверхньонімецьке означає свіжий, твердий, крихкий або також хрусткий, хрусткий). Німецький геолог Абрахам Готлоб Вернер (1749 — 1817) у 1789 р. також використовував термін крихка скляна руда у своїх мінералогічних нотатках. Однак через зміну звучання за часів Вернера «скло» змінилося на «глянець», тому термін крихка блискуча руда можна знайти в Handbuch der Mineralogie німецького геолога Фрідріха Гаусмана (1782—1859) у 1813 р. Іноді в обігу була також терміни чорне золото або, рідше, чорна руда, засновані на часто чорному кольорі стефаніту.
У 1845 році австрійський геолог, мінералог і геофізик Вільгельм Ріттер фон Гайдінгер (1795 —  1871) назвав мінерал стефаніт на честь ерцгерцога Стефана Австрійського (1817-1867).
Гірничий район Фрайберг у Саксонії вважається типовим місцем мінералу.

## Опис
Хімічна формула: Ag5SbS4. Містить (%): Ag — 68,33; Sb — 15,42; S — 16,25. Сингонія ромбічна. Утворює короткопризматичні та таблитчасті кристали, зернисті аґреґати. Двійники по (110). Спайність недосконала по (010) та (021). Густина 6,2-6,4. Твердість 2-3. Колір сірий до чорного. Риса чорна. Блиск металічний. Непрозорий. Крихкий. Злом напівраковистий. Мінерал срібних руд.
Зустрічається в гідротермальних жилах, де утворюється на пізніх стадіях мінералоутворення.
Знайдений у срібних та срібно-кобальтових родовищах в асоціації з арґентитом, тетраедритом, полібазитом, піраргіритом, пруститом, акантитом, галенітом, сфалеритом, піритом.
Знахідки: Фрайберг, Гарц, Саксонія (ФРН), Яхімов, Пршибрам (Чехія), Банска Штявніца (Словаччина), кантон Валліс (Швейцарія), шт. Невада, Вірджинія (США), пров. Онтаріо (Канада), шт. Гуанахуато (Мексика), копальня Чаньярсільо (Chañarcillo), Регіон Атакама, (Чилі), поліметалічне родовище Брокен Гілл, Новий Південний Уельс, Австралія.
Інші регіони знахідок включають Аргентину, Болівію, Болгарію, Китай, Еквадор, Францію, Грецію, Гондурас, Індію, Італію, Японію, Казахстан, Колумбію, Марокко, Норвегію, Перу, Філіппіни та Польщу, Португалію, Румунію, Росію, Швецію, Іспанію, Таджикистан, Угорщину, Узбекистан, Великобританію.
В Україні є в Карпатському регіоні